# Minutaleyrodes kolliensis
Minutaleyrodes kolliensis là một loài côn trùng cánh nửa trong họ Aleyrodidae, phân họ Aleyrodinae.
Minutaleyrodes kolliensis được David miêu tả khoa học đầu tiên năm 1977.